# Sulz am Neckar
Sulz am Neckar település Németországban, azon belül Baden-Württembergben. Lakosainak száma 12 760 fő (2023. december 31.). Sulz am Neckar Rosenfeld, Vöhringen, Oberndorf am Neckar, Dornhan, Empfingen, Horb am Neckar, Schopfloch és Haigerloch községekkel határos.

## Népesség
A település népessége az elmúlt években az alábbi módon változott:
| Lakosok száma | 10 698 | 12 092 | 12 267 | 12 336 | 12 560 | 12 724 | 12 760 |
|               | 1975   | 2015   | 2017   | 2019   | 2021   | 2022   | 2023   |